# ICD-10 第三章：血液及造血器官疾病和某些涉及免疫机制的疾患
ICD-10 第三章：血液及造血器官疾病和某些涉及免疫机制的疾患，为WHO整理的各类血液及造血器官疾病和某些涉及免疫机制的疾患。

## 受控词表

### 营养性贫血
营养性贫血 （D50-D53）
- (D50) 缺铁性贫血
- (D51)  维生素B12缺乏贫血
- (D52)  叶酸盐缺乏性贫血
- (D53) 其他营养性贫血

### 溶血性贫血
溶血性贫血 （D55-D59）
- (D55)  由于酶障碍引起的贫血
- (D56)  地中海贫血
- (D57)  镰状细胞疾患
- (D58) 其他遗传性溶血性贫血
- (D59)  后天性溶血性贫血

### 再生障碍性及其他贫血
再生障碍性及其他贫血 （D60-D64）
- (D60)  后天性纯红细胞再生障碍[幼红细胞减少症]
- (D61)  其他再生障碍性贫血
- (D62)  急性出血后贫血
- (D63)  分类于他处的慢性疾病引起的贫血
- (D64)  其他贫血

### 凝血缺陷、紫癜和其他出血性情况
凝血缺陷、紫癜和其他出血性情况 （D65-D69）
- (D65)  播散性血管内凝血[去纤维蛋白综合征]
- (D66)  遗传性因子Ⅷ缺乏
- (D67)  遗传性因子Ⅸ缺乏
- (D68) 其他凝血缺陷
- (D69) 紫癜及其他出血情况

### 其他血液和造血器官疾病
其他血液和造血器官疾病（D70-D77）
- (D70)  粒细胞缺乏
- (D71)  中性多形核白细胞的功能性疾患
- (D72)  其他白细胞疾患
- (D73)  脾疾病
- (D74)  高铁血红蛋白血症
- (D75)  血液和造血器官的其他疾病
- (D76)  某些涉及淋巴网状内皮细胞组织和网状组织细胞系统的疾病
- (D77)  分类于他处的疾病引起的血液和造血器官的其他疾患

### 某些涉及免疫机制的疾患
某些涉及免疫机制的疾患（D80-D89）
- (D80)  抗体缺陷为主的免疫缺陷
- (D81)  联合免疫缺陷
- (D82)  与其他严重缺陷有关的免疫缺陷
- (D83) 普通易变型免疫缺陷
- (D84)  其他免疫缺陷
- (D85)  结节病
- (D89)  其他涉及免疫机制的疾患，不可归类在他处者